# Paratanytarsus
Paratanytarsus är ett släkte av tvåvingar som beskrevs av August Friedrich Thienemann och Bause 1913. Paratanytarsus ingår i familjen fjädermyggor.

## Dottertaxa tillParatanytarsus, i alfabetisk ordning[1][2]
- Paratanytarsus abiskoensis
- Paratanytarsus albus
- Paratanytarsus argentiniensis
- Paratanytarsus atrolabiatus
- Paratanytarsus austriacus
- Paratanytarsus baikalensis
- Paratanytarsus bausellus
- Paratanytarsus bilobatus
- Paratanytarsus bituberculatus
- Paratanytarsus biwatertius
- Paratanytarsus boiemicus
- Paratanytarsus brevicalcar
- Paratanytarsus brevicornis
- Paratanytarsus brevitibia
- Paratanytarsus capucinus
- Paratanytarsus chlorogyne
- Paratanytarsus confusus
- Paratanytarsus dimorphis
- Paratanytarsus dissimilis
- Paratanytarsus diversidens
- Paratanytarsus dubius
- Paratanytarsus furvus
- Paratanytarsus grimmii
- Paratanytarsus hirticeps
- Paratanytarsus hyperboreus
- Paratanytarsus inopertus
- Paratanytarsus inquilinus
- Paratanytarsus intricatus
- Paratanytarsus jefferyi
- Paratanytarsus karica
- Paratanytarsus kaszabi
- Paratanytarsus kathleenae
- Paratanytarsus kiefferianus
- Paratanytarsus koreanus
- Paratanytarsus kribiensis
- Paratanytarsus laccophilus
- Paratanytarsus laetipes
- Paratanytarsus lauterborni
- Paratanytarsus lobatus
- Paratanytarsus longieps
- Paratanytarsus luteola
- Paratanytarsus mediterraneus
- Paratanytarsus modicus
- Paratanytarsus natvigi
- Paratanytarsus niloticus
- Paratanytarsus pallidus
- Paratanytarsus paludum
- Paratanytarsus papillatus
- Paratanytarsus paralaccophilus
- Paratanytarsus paralauterborni
- Paratanytarsus parthenogeneticus
- Paratanytarsus penicillatus
- Paratanytarsus petschoricus
- Paratanytarsus praecellens
- Paratanytarsus quintuplex
- Paratanytarsus sessilis
- Paratanytarsus setosimanus
- Paratanytarsus similatus
- Paratanytarsus sinensis
- Paratanytarsus tamanegi
- Paratanytarsus telmatophilus
- Paratanytarsus tenellulus
- Paratanytarsus tenuis
- Paratanytarsus tolucensis
- Paratanytarsus toyaprimus
- Paratanytarsus tredecemarticulum
- Paratanytarsus trilobatus
- Paratanytarsus tyrolensis
- Paratanytarsus unicolor
- Paratanytarsus viridellus